# Dansa hemma
Dansa hemma är ett TV-program vars första säsong sändes i fem delar av SVT, delvis som en digital ersättning till evenemanget Dansbandsveckan, som ställdes in fysiskt till följd av coronapandemin. I programmet medverkade fem dansband, ett nytt varje dag, som gjorde virtuella konserter inspelade på en loge utan publik.
Programmet sändes på SVT 1 klockan 18:30 från måndag till fredag 13-17 juli 2020, dvs. under vecka 29, vilket är den veckan då Dansbandsveckan traditionellt går av stapeln. Längden på varje konsert var drygt en timme. 

## Medverkande dansband
De dansband som medverkade i programmet var Casanovas, Martinez, Larz-Kristerz, Streaplers och Blender.
| Avsnitt | Medverkande                                                                                        | Längd | Sändes datum |
| ------- | -------------------------------------------------------------------------------------------------- | ----- | ------------ |
| 1       | Casanovas                                                                                          | 58:44 | 13 juli 2020 |
| 2       | Martinez, Peter Larsson (från Larz-Kristerz) medverkade på låten "Vi kom aldrig fram till refräng" | 58:10 | 14 juli 2020 |
| 3       | Larz-Kristerz, Sandra Estberg (från Martinez) medverkade på låten "Hjärtat bankar"                 | 59:02 | 15 juli 2020 |
| 4       | Streaplers                                                                                         | 58:09 | 16 juli 2020 |
| 5       | Blender                                                                                            | 58:32 | 17 juli 2020 |